# Дзёсэки
|  |  |  |  |  |  |  |
|  |  |  |  |  |  |  |
|  |  |  |  |  |  |  |
|  |  |  |  |  |  |  |
|  |  |  |  |  |  |  |
|  |  |  |  |  |  |  |
|  |  |  |  |  |  |  |

Дзёсэки или джосеки (яп. 定石 дзё:сэки, «установление камней») — термин го, означающий равнозначный для сторон розыгрыш угла на доске. При этом одна из сторон может выигрывать в территории, а другая — во влиянии.
Также, дзёсэки (яп. 定跡 дзё:сэки, «установленные следы») — термин сёги, означающий классическую установленную последовательность ходов в начале партии, сохраняющих баланс.
Таким образом, хотя этот термин и имеет в го и сёги различные иероглифические написания, транскрипция у них идентична, а смыслы — аналогичны.

## Дзёсэки в го
В связи с тем, что огородить территорию в углу проще, сначала занимаются углы, затем стороны и лишь потом идёт игра в центре. Таким образом, дзёсэки — это изучение способов начала игры.
|  |  |  |  |  |  |  |  |  |
|  |  |  |  |  |  |  |  |  |
|  |  |  |  |  |  |  |  |  |
|  |  |  |  |  |  |  |  |  |
|  |  |  |  |  |  |  |  |  |
|  |  |  |  |  |  |  |  |  |
|  |  |  |  |  |  |  |  |  |
|  |  |  |  |  |  |  |  |  |
|  |  |  |  |  |  |  |  |  |

Дзёсэки делятся на группы в соответствии с положением начального камня, его высоты относительно краёв гобана. В соответствии с рисунком справа:
- a (3-4) — комоку (яп. 小目)
- b (4-4) — хоси (яп. 星)
- c (3-5) — мокухадзуси (яп. 目外し)
- d (4-5) — такамоку (яп. 高目)
- e (3-3) — сан-сан (яп. 三々)

Обведённые красным начальные позиции раньше рассматривались как дзёсэки, но теперь таковыми не признаются.

### Сан-сан
Заняв точку 3-3 игрок сразу же огораживает угол. Это симметричный по отношению к сторонам ход, направленный прежде всего на получение территории, а не влияния, так как сан сан очень легко отрезать от центра ходом в хоси.

### Хоси
Точку (4-4) называют «звездой» (яп. 星 хоси), она приобрела значительную популярность в последнее время, так как соблюдает баланс между влиянием и территорией. Она симметрична, и позволяет в зависимости от течения игры выбрать распространение на нужную сторону.
Хоси не защищает угол от вторжения — на левом рисунке показано успешное вторжение в точку сан-сан под хоси.
Для того, чтобы полностью обезопасить угол, хоси необходимо защищать с двух сторон, например в точках (6-3):  и  на правом из приведённых рисунков.

### Комоку
Комоку находится на один пункт ниже хоси и является более консервативным ходом. В случае, если оппонент не ответит на комоку, то ходом в одну из отмеченных на диаграмме ключевых точек a — d игрок может огородить угол.
Приведённое джосеки показывает, как чёрные забирают угол и высокое влияние на правую сторону, расплачиваясь за это отданным белым влиянием на верхнюю сторону и слабостями в точках a и b

## Дзёсэки в сёги
В сёги дзёсэки классифицируются в основном по положению ладьи, и делятся на 2 следующие основные группы:
- Дзёсэки статичной ладьи[англ.]: ягура[англ.], айгакари, какугавари, ёкофудори, и
- Дзёсэки смещённой ладьи[англ.]: центральная ладья[англ.], сикэнбися, санкэнбися, встречная ладья и плавающая ладья.

Также, определяющим параметром дзёсэки является крепость (замок): ягура, мино, фуна, анагума, эдо, миллениум и т. д. (всего известно более 50 основных групп замков).
Детально разработаны и дзёсэки форовых игр (для официально признанных фор).
Начиная с 1990-х годов, с приходом в сёги «поколения Хабу», развитие дзёсэки ускорилось: идёт появление новых дзёсэки и развитие старых. Процесс становления дебютной теории сёги продолжается и по сей день.
С 1973 года Японская ассоциация сёги ежегодно вручает приз за выдающиеся достижения в развитии дзёсэки. С 1994 года он носит название «Особый приз Масуды».